# Joe Louis Arena
Joe Louis Arena, conocido popularmente como The Joe, fue un recinto multiusos situado en Detroit, en el estado de Míchigan (Estados Unidos). Fue el estadio donde los Detroit Red Wings (NHL) disputaron sus encuentros como local, aunque también albergó conciertos y otros eventos deportivos. Con un coste de 57 millones de dólares, el recinto fue inaugurado en 1979 y fue gestionado por la ciudad de Detroit. Fue demolido en el primer semestre de 2020. Su nombre se debe al boxeador y campeón de los pesos pesados Joe Louis, que residió en esa ciudad casi toda su vida.

## Historia
Aunque Joe Louis Arena es un recinto multiusos, se construyó pensando especialmente en el equipo de hockey sobre hielo de la ciudad, los Detroit Red Wings de la NHL. Anteriormente, la franquicia jugaba en el Olympia Stadium, que se quedó obsoleto con el paso del tiempo. Por su parte Detroit Pistons, el club de baloncesto local, contaba desde 1978 con un campo propio, Silverdome. La ciudad de Detroit invirtió 57 millones de dólares en construir la nueva instalación, que finalmente se inauguró el 12 de diciembre de 1979 con un encuentro de baloncesto universitario entre Michigan Wolverines y UDM Titans.
El primer partido de Red Wings en su nueva cancha tuvo lugar el 27 de diciembre, frente a St. Louis Blues. El cambio de cancha benefició al equipo, que cosechó buenos resultados a partir de los años 1980. Joe Louis Arena vio como el equipo ganó dos de sus cuatro Copas Stanley desde el traslado, las correspondientes a 1997 y 2002. Ha sido sede también de finales universitarias de hockey sobre hielo de la NCAA, y albergó el partido de las estrellas de la NHL en 1980.
Además de encuentros de hockey sobre hielo, en el recinto se celebraron eventos como la Convención del Partido Republicano en 1980 y combates de la World Wrestling Federation. Entre 1984 y 1985, Detroit Pistons usó el Joe Louis Arena como cancha provisional porque el techo del Silverdome se colapsó por una nevada intensa. Joe Louis Arena ha sido utilizado también por equipos de otros deportes. Desde 1988 hasta 1993 fue el estadio de los Detroit Drive de la Arena Football League, que usó la cancha como sede de la gran final de fútbol americano indoor (ArenaBowl) en cuatro ocasiones. En 2006 se celebró allí el partido decisivo de la final de la WNBA, en el que Detroit Shock venció a Sacramento Monarchs. En 2009, Detroit fue la sede del Royal Rumble, evento de wrestling de la WWE.
Aunque Joe Louis Arena es una de las canchas con más capacidad de la National Hockey League, los Red Wings negocian con la ciudad de Detroit la construcción de un nuevo campo, con mayor capacidad y más localidades VIP. A comienzos de la temporada 2010/11, Detroit Red Wings anunció que no renovaba su contrato de alquiler para jugar en Joe Louis Arena, y se sugirió que su nueva sede sería The Palace of Auburn Hills, provisional hasta la construcción del nuevo recinto. Sin embargo, en mayo de 2010 se anunció que Red Wings se mantendrían en el Joe Louis, pese a que el alquiler había expirado.

## Eventos

### Equipos locales
| Club                     | Liga                         | Deporte            | Años       |
| ------------------------ | ---------------------------- | ------------------ | ---------- |
| Detroit Red Wings        | National Hockey League       | Hockey sobre hielo | Desde 1979 |
| Detroit Junior Red Wings | Ontario Hockey League        | Hockey sobre hielo | 1991-1995  |
| Detroit Drive            | Arena Football League        | Fútbol americano   | 1988-1993  |
| Detroit Turbos           | Major Indoor Lacrosse League | Lacrosse           | 1996-2001  |
| Detroit Rockers          | NPSL                         | Fútbol indoor      | 1996-2001  |

### Otros eventos
| Club            | Liga | Deporte    | Años      |
| --------------- | ---- | ---------- | --------- |
| Detroit Pistons | NBA  | Baloncesto | 1984-1985 |
| Detroit Shock   | WNBA | Baloncesto | 2006      |